# Singapore Flyer
La Singapore Flyer es la segunda noria mirador más alta del mundo. 
Mide 165 metros de altura y está situada en Singapur. Fue inaugurada el 11 de febrero de 2008 y abierta al público el 1 de marzo. La atracción supera al mirador de Londres London Eye en 30 metros y a la Estrella de Nanchang, la noria más grande hasta la apertura del Singapore Flyer, en 5 metros.
El Singapore Flyer cuenta con 28 'cápsulas' del tamaño de un autobús urbano con una capacidad para 28 personas que permite a los pasajeros caminar alrededor sin sentir ninguna vibración durante los 30 minutos de rotación. El precio de las entradas para los adultos van desde los 29 dólares singapureses (20 dólares o 13,7 euros) de un viaje simple hasta los 69 (48 dólares o 33 euros), que incluye cócteles y 'embarque rápido'.
Además, también es posible alquilar una cabina entera por unos 1000 dólares singapureses (704 dólares o 485,5 euros) y por 1500 (1.057 dólares o 729 euros) los fines de semana y por la noche.
La noria permite disfrutar a los visitantes de las vistas de la bahía de Singapur y los puntos más característicos de la ciudad, y en días claros los países vecinos, Malasia e Indonesia. Responsables de Great Wheel Corp han señalado que esperan tener 10 millones de pasajeros al año, mientras que la ciudad-estado, que cuenta con menos de 5 millones de habitantes, recibió en 2007 10,3 millones de turistas, según datos del ministerio de Turismo.
El 22 de diciembre de 2008 la noria quedó inutilizada sobre las cinco de la tarde hora local, cuando los motores sufrieron un cortocircuito, dejando a 173 personas atrapadas en su interior. Algunas pudieron salir por su propio pie; sin embargo, la mayoría de ellas tuvieron que ser rescatadas con grúas y arneses. Actualmente tiene un sistema alterno para evitar este tipo de incidentes.